# دواتگر
دواتگر به فردی گفته می‌شود که شیء مورد نظر برای میناکاری را بر اساس طرح اولیه می‌سازد. به عبارت دیگر، دواتگر، سازندهٔ زیرساخت فلزی برای میناکاری است.
در فرآیند میناکاری، ابتدا دواتگر با استفاده از فلز (معمولاً مس)، شیء مورد نظر را می‌سازد. این شیء می‌تواند بشقاب، گلدان، کاسه یا هر وسیلهٔ دیگری باشد که قرار است روی آن میناکاری انجام شود. سپس شیء ساخته شده توسط دواتگر به میناکار تحویل داده می‌شود تا مراحل بعدی میناکاری روی آن انجام شود.
بنابراین، می‌توان گفت که دواتگر، نقش مهمی در هنر میناکاری ایفا می‌کند و کار او، پایه و اساس برای خلق آثار زیبای میناکاری است.